# Schreibersheide
Schreibersheide ist ein Ortsteil im Stadtteil Heidkamp von Bergisch Gladbach.

## Geschichte
Der Name Schreibersheide ist erstmals für 1648 belegt. Zählte die Siedlung 1858 noch 25 Bewohner, verringerte sich die Einwohnerzahl bis 1905 auf 18 Personen, die in zwei Wohngebäuden lebten.

## Etymologie
Die Deutung des Siedlungsnamens Schreibersheide als Hof des Gerichtsschreibers in der Heide ist vermutlich nicht zutreffend. Denn die mundartliche Form op de Schliebeschheed verrät die Urform Schliebeschheed. Das Bestimmungswort Schlebusch diente der Unterscheidung der Siedlung von den übrigen Heide-Orten  und bezeichnete einen Schlehenbusch, das heißt einen Schwarzdorn mit besonders hartem Holz. Das Grundwort heide bezog sich auf die topographische Lage auf dem bergischen Heidesandstreifen.